# Кшуманцянь Пиргуж
Кшуманцянь Пиргуж (эрз. Кшуманцянь Пиргуж, Kšumancäń Pirguž, /kʃumanˈt͡sʲanʲ pirˈguʒ/, Григорий Дмитриевич Мусалёв; 19 ноября 1940, Ташто Кшуманця, Мордовская АССР — 22 августа 2024, Большое Игнатово, Республика Мордовия) — деятель эрзянского национального движения, правозащитник. Инязор эрзянского народа с 1999 по 2019 год.

## Биография

### Ранние годы
Самый молодой из трёх братьев. Отец — Дмитрий Мусалёв, участник Второй мировой войны, воевал под Сталинградом, погиб в 1943 году под Харьковом. Мать — колхозница.
В 1958 году окончил Большеигнатовскую среднюю школу, затем работал в ней лаборантом. В 1959—1962 годах проходил службу в армии СССР.
Окончил физико-математический факультет Мордовского университета, после чего работал там математиком-программистом.

### Общественная деятельность
С конца 1980-х годов участвовал в национальном движении эрзян. Двадцать лет возглавлял Фонд спасения эрзянского языка, охватывающий своей работой многих эрзян по всей России. Один из создателей, организаторов национального праздника «Эрзянь Келень чи» (рус. День эрзянского языка; с 1994 года), являлся его постоянным руководителем.
Кшуманцянь Пиргуж возобновил проведение ритуально-обрядового праздника «Раськень Озкс» (рус. Народное моление) с 1999 года в селе Чукалы Большеигнатовского района Республики Мордовия на том же месте, где он проводился в XVII веке. За 5 дней до проведения первого «Раськень Озкс», как организатор моления, был арестован российскими властями. Милиция требовала от Кшуманцяня Пиргужа отменить проведение праздника, однако эрзянский деятель отказался идти на сотрудничество.
Пиргуж — создатель и руководитель республиканского ежегодного праздника «Велень озкс». Проводится оно в селе Ташто Кшуманця с 1990 года во вторую субботу июля.
С 1994 года участвовал в издании и распространении газеты «Эрзянь Мастор».
Мусалёву принадлежит идея установления в Саранске памятника национальному герою эрзян Пургазу. Однако сооружение памятника до сих пор не осуществлено.
Ежемесячно ездил по районам Мордовии для просветительской работы, распространения эрзянской литературы. Делегат от эрзянского народа на 6-м Всемирном конгрессе финно-угорских народов (2012 год).
В 2003 году принял участие в праздновании 60-й годовщины создания Антибольшевистского Блока Народов в Киеве и Ровно, где развернул выставки милитарной эрзянской литературы.
Автор многочисленных резонансных статей и обращений к центральным властям РФ на тему притеснений коренных народов. Критиковал политику русификации эрзян.
За свою правозащитную деятельность не раз подвергался преследованиям силовыми структурами. В местной печати развернулась кампания по дискредитации активиста.
Летом 2019 года публично поддержал представителя эрзянской диаспоры в Украине Сыреся Боляеня на должность Инязора. Из-за своей позиции испытал давление со стороны Министерства культуры Республики Мордовия. Представители республиканских властей требовали от Кшуманцяня Пиргужа отречения поддержки Сыреся Боляеня, однако так и не добились этого. Участвовал в церемонии инаугурации новоизбранного Инязора Сыреся Боляеня, состоявшейся 12 сентября 2019 года в киевском Доме профсоюзов. Во время церемонии торжественно передал эрзянский коларь (символ власти инязора) своему преемнику.
Скончался 22 августа 2024 года в возрасте 83 лет.

## Награды
Мусалёву было присвоено звание Почётного гражданина Республики Мордовия.
В феврале 2014 года Пиргуж награжден президентом Эстонии Тоомасом Ильвесом Орденом Земли Марии 5-й степени (№ 1108).
В 2015 году был награждён почётным именным орденом «Великий эрзянин» под номером 1.